# The Rain
 "The Rain" omdirigeres hertil. For Netflix-serien, se The Rain (Tv-serie).
The Rain var et britisk rockband dannet i Manchester i England i 1990. Bandet, som enten var navngivet efter Beatles b-siden, Rain, eller efter den typiske vejrsituation i landet, og som senere skulle lægge kimen til bandet Oasis, bestod oprindeligt af medlemmerne Paul "Bonehead" Arthurs, Paul "Guigsy" McGuigan, Chris Hutton og en trommemaskine. Senere blev trommemaskinen byttet ud med Tony McCarroll, og bandet skiftede også deres sanger Chris Hutton ud med Liam Gallagher. Herefter foretog gruppen et navneskift til "Oasis" og sluttede sig til guitaristen Noel Gallagher og dennes idéer. Herefter tog bandets karriere for alvor fart; gruppen blev et symbol på musikscenen i 1990'erne, men på dette tidspunkt var tiden for The Rain for længst ovre.

## Historie
I 1991 dannede vennerne Paul "Bonehead" Arthurs, Paul "Guigsy" McGuigan og Chris Hutton et band, som de valgte at døbe The Rain. Bandet blev dog senere ikke omtalt decideret positivt af bandets guitarist, Paul "Bonehead" Arthurs: "Rain were really, really sad. Absolutely terrible. I had this weird long hair, bald on top, and Guigs was really fat. We did cover versions of songs like "Wild Thing," playing these shit gigs round Manchester, going nowhere. Eventually we sacked the singer, which wasn't exactly a smart move 'cos none of the rest of us could sing. So we were looking for a replacement and someone said, 'Have you heard Noel’s brother Liam? He sings a bit.' So we got him along to an audition and he was really good. We thought, right, let’s have him in the band. Maybe we can really do something."
Herefter blev Liam spurgt om han ville medvirke i bandet, hvilket han sagde ja til. Liam var skolekammerat til bassisten Guigsy og havde overværet bandet til koncerterne og i øvelokalet. Ifølge Hutton, som i bogen, "Don't Look Back In Anger: Growing Up With Oasis", har givet sin version af historien, vidste han intet om dette. Om end vidste bandet godt at de også var interesseret i Liams bror, Noel Gallagher, som på daværende tidspunkt var roadie for bandet Inspiral Carpets.
Bandet var ifølge den nævnte bog ikke blot påvirkning på den kommende Oasis-lyd; de spillede ikke blot coverversioner, de skrev tilsyneladende også originalt og lokal populært materiale, deriblandt 'Rooftop Rave' (aka. 'We're Having A Rave On The Roof'), et nummer der i øvrigt mindede om "Manchester Strangeways riots". Bandet havde således meget mere "fremtid" end det foreslåes af guitaristen, Bonehead, bl.a. spillede det – efter at havde været sammen i mindre end et år – som hovednavn på det lokale, men populære spillested The Boardwalk i Manchester.
Kort efter at Liam sluttede sig til bandet, ændrede det navn efter hans forslag. Der har efterfølgende været en del forklaringer på kilden til bandets nye navn. Deriblandt er forklaringen at han havde det fra et lokalt ungdomscenter. Men også at havde det fra en plakat med Inspiral Carpets, som Noel Gallagher, hans storebror – som sagt – var roadie for. Plakaten, som hang i Noel og Liams deleværelse, var en live plakat, der annoncerede med et job på spillestedet Oasis Leisure i Swindon.
Liam Gallagher blev ikke blot bandets nye sanger, men også en af bandets sangskrivere; sammen med Bonehead skrev han bl.a. Take Me. Men ifølge Noel Gallagher var resultatet ikke stærkt; de havde hårdt brug for noget bedre, hvis de ønskede at klare sig bedre kommercielt. Og skønt bandet havde været hovednavn på The Boardwalk, øvede de sig blot en gang om ugen, og spillede i øvrigt sjældent koncerter. Men dette blev der lavet om på, efter at Noel Gallagher sluttede sig til bandet.
Noel Gallagher vendte i august 1991 hjem til Manchester fra USA; han kom lige fra en turné med Inspiral Carpets. Efter at havde hørt om broderen Liams medvirken i bandet – hvilket overraskede ham, da Liam ikke tilsyneladende havde vist interesse for musik – besluttede han sig for at overvære dem spille en af deres sjældne koncerter. Bandet spillede på The Boardwalk, Manchester, som opvarmning for et andet orkester kaldet Sweet Jesus. Noel beskrev sin oplevelse som "utter shite." Bandet tilbød Noel jobbet som gruppen manager; men han takkede nej og foreslog sig selv som guitarist, sangskriver og leder af bandet – men også at øve noget oftere. Bandet, som accepterede hans tilbud, fik i denne forbindelse meget muligt den struktur og retning, der skulle til for at klare sig internationalt og kommercielt, men det blev også for alvor enden på The Rain.

## Medlemmer
1. Chris Hutton – vokal
2. Paul "Bonehead" Arthurs – guitar
3. Paul "Guigsy" McGuigan – bas
4. "Bonehead's drum machine" – trommer

## Senere medlemmer
1. Tony McCarroll – trommer
2. Liam Gallagher – vokal

Noel Gallagher bør ikke betragtes som et egentligt medlem af bandet The Rain, da han først kom til efter at bandet allerede havde ændret sit navn til Oasis.